# Wilfried Gröbner
Wilfried Gröbner (* 18. prosince 1949, Eilenburg) je bývalý východoněmecký fotbalista, obránce, reprezentant Východního Německa (NDR). Po skončení aktivní kariéry působil jako trenér.

## Fotbalová kariéra
Ve východoněmecké oberlize hrál za 1. FC Lokomotive Leipzig, nastoupil ve 239 ligových utkáních a dal 18 gólů. V roce 1976 vyhrál s 1. FC Lokomotive Leipzig východoněmecký fotbalový pohár. V Poháru vítězů pohárů nastoupil v 5 utkáních a dal 1 gól a v Poháru UEFA nastoupil ve 12 utkáních. Za reprezentaci Východního Německa (NDR) nastoupil v letech 1976-1979 v 8 utkáních. V roce 1976 byl členem vítězného týmu za LOH 1976 v Montréalu, nastoupil ve finálovém utkání proti Polsku.

## Ligová bilance
| Ročník          | Zápasy | Góly | Klub                     |
| --------------- | ------ | ---- | ------------------------ |
| I. liga 1968/69 | 12     | 0    | 1. FC Lokomotive Leipzig |
| I. liga 1970/71 | 22     | 5    | 1. FC Lokomotive Leipzig |
| I. liga 1971/72 | 24     | 2    | 1. FC Lokomotive Leipzig |
| I. liga 1972/73 | 25     | 0    | 1. FC Lokomotive Leipzig |
| I. liga 1973/74 | 22     | 4    | 1. FC Lokomotive Leipzig |
| I. liga 1974/75 | 24     | 2    | 1. FC Lokomotive Leipzig |
| I. liga 1975/76 | 25     | 1    | 1. FC Lokomotive Leipzig |
| I. liga 1976/77 | 20     | 1    | 1. FC Lokomotive Leipzig |
| I. liga 1977/78 | 24     | 3    | 1. FC Lokomotive Leipzig |
| I. liga 1978/79 | 23     | 00   | 1. FC Lokomotive Leipzig |
| I. liga 1979/80 | 8      | 0    | 1. FC Lokomotive Leipzig |
| CELKEM I. liga  | 239    | 18   |                          |